# Hexafluorure de molybdène
L'hexafluorure de molybdène, ou fluorure de molybdène(VI), est un composé chimique de formule MoF6. Il se présente comme un liquide jaune clair à l'odeur piquante et sensible à l'humidité qui se solidifie à 17,5 °C et bout à 34 °C. À l'état solide, il est blanc cristallisé à −140 °C dans le système orthorhombique, groupe d'espace Pnma (no 62) avec comme paramètres cristallins a = 939,4 pm, b = 854,3 pm, c = 495,9 pm et Z = 4, d'où une masse volumique calculée de 3,50 g/cm3, structure cristalline dans laquelle les atomes de fluor adoptent un arrangement hexagonal compact. La molécule MoF6 présente une géométrie octaédrique, de symétrie Oh, avec des liaisons Mo–F longues de 181,7 pm.
L'hexafluorure de molybdène peut s'obtenir en faisant réagir du molybdène métallique dans un excès de fluor F2 :
Mo + 3 F2 ⟶ MoF6.
On y trouve généralement des oxyfluorures de molybdène(VI) MoO2F2 et MoOF4 qui reflètent la tendance de MoF6 à l'hydrolyse.
Le molybdène étant un produit de fission de l'uranium, l'hexafluorure de molybdène est présent comme impureté de l'hexafluorure d'uranium UF6. On le trouve également comme impureté dans l'hexafluorure de tungstène WF6 en raison de la similitude chimique entre molybdène et tungstène. Il peut en être éliminé par réduction d'un mélange WF6-MoF6 avec n'importe quel élément, y compris le molybdène lui-même, à des températures modérément élevées,.